# Ministerie van Financiën (Estland)
Het ministerie van Financiën van Estland (Ests: Rahandusministeerium) is een overheidsinstelling van Estland, met als taak de fiscale en financiële uitvoering van het beleid van de overheid.
Het ministerie van Financiën van de Republiek Estland werd opnieuw opgericht in 1990. Vanaf 1940 viel het ministerie onder het Volkscommissariaat van Financiën van de USSR, maar in 1946 werd het omgedoopt tot de Estse SSR Rahandusministeeriumiks.